# Гилкрист, Мэри
Мэри Динора Гилкрист (англ. Mary Dinorah Gilchrist; 4 июня, 1882, Ратерглен — 14 января, 1947, Эдинбург) — шотландская шахматистка, призёр чемпионата мира по шахматам среди женщин (1933), многократная чемпионка Великобритании по шахматам среди женщин.

## Биография
Дочь шахматного мастера Западной Шотландии Джона Гилкриста. Четыре раза побеждала на чемпионатах Шотландии по шахматам среди женщин (1921, 1922, 1923, 1938). Два раза побеждала на чемпионатах Великобритании по шахматам среди женщин (1929, 1934).
Два раза участвовала в турнирах за звание чемпионки мира по шахматам. Была третьей в 1933 году в Фолкстоне и поделила 8—9-е место в 1937 году в Стокгольме (в обоих чемпионатах победила Вера Менчик).
Была известна также как шахматный функционер. Была членом дамского шахматного клуба в Глазго, а после переезда в Эдинбург стала членом Эдинбургского дамского шахматного клуба. Мэри Гилкрист была президентом Шотландской шахматной федерации и пожизненным членом Британской шахматной федерации.